# Trinidad e Tobago ai XIX Giochi olimpici invernali
Trinidad e Tobago partecipò ai XIX Giochi olimpici invernali, svoltisi a Salt Lake City, Stati Uniti, dall'8 al 24 febbraio 2002, con una delegazione di 3 atleti impegnati in una disciplina.
Portabandiera alla cerimonia di apertura fu Gregory Sun, che lo era già stato a Lillehammer 1994.

## Delegazione
La delegazione trinidadiana alle olimpiadi invernali di Pechino è composta da 2 atleti che gareggeranno in uno sport.
| Sport | Uomini | Donne | Totale |
| ----- | ------ | ----- | ------ |
| Bob   | 3      | 0     | 3      |

## Bob

### Uomini
| Atleta                                     | Evento             | 1ª manche | 1ª manche | 2ª manche | 2ª manche | 3ª manche | 3ª manche | 4ª manche | 4ª manche | Totale  | Totale |
| Atleta                                     | Evento             | Tempo     | Pos.      | Tempo     | Pos.      | Tempo     | Pos.      | Tempo     | Pos.      | Tempo   | Pos.   |
| ------------------------------------------ | ------------------ | --------- | --------- | --------- | --------- | --------- | --------- | --------- | --------- | ------- | ------ |
| Gregory Sun Andrew McNeilly Errol Aguilera | Bob a due maschile | 49.74     | 35        | 50.07     | 37        | 50.68     | 37        | 49.69     | 34        | 3:20.18 | 37     |

Sun ha gareggiato in tutte e quattro le manche, e la squadra fu completata da McNeilly nelle prime due e da Aguilera nelle ultime due.